# Pezinok
Pezinok (Duits: Bösing, Hongaars: Bazin) is een Slowaakse gemeente in de regio Bratislava, en maakt deel uit van het district Pezinok.
Pezinok telt 21.147 inwoners. Het kasteel van het dorp was vroeger eigendom van de adellijke familie Szentgyörgyi.
Pezinok behoorde oorspronkelijk tot het Hongaarse deel van Oostenrijk-Hongarije en heette destijds Bazin maar kwam na de Eerste Wereldoorlog op Tsjecho-Slowaaks grondgebied te liggen.

## Geboren
- Richárd Réti (1889-1929), Hongaars-Oostenrijks en later Tsjecho-Slowaaks schaker
- Yitzchok Tuvia Weiss (1926-2022), opperrabijn